# Mario Lepe
Mario Lepe González, mais conhecido como Mario Lepe (25 de março de 1965), é um treinador e ex-futebolista chileno que atuava como meia. Atualmente, dirige o Universidad Católica.

## Títulos

### Como jogador
Universidad Católica
- Copa Chile: 1983, 1991 e 1995
- Copa República: 1984
- Campeonato Chileno: 1984, 1987 e 1997 (Torneo Apertura)

### Como treinador
Universidad Católica
- Copa Chile: 2011
- Copa Ciudad de Temuco: 2012